# 小行星3269
小行星3269（3269 Vibert-Douglas）是一颗围绕太阳公转的小行星。1981年3月6日，舒爾特·巴斯在赛丁泉山发现了此天体。
該小行星以加拿大天文學家艾莉·維伯特·道格拉斯命名。
这颗小行星的绝对星等为43.53464349418558等。